# 女神的報酬
《女神的報酬》（日語：アマルフィ 女神の報酬，又譯「阿馬爾菲 女神的報酬」），2009年上映的日本电影，为富士电视台开局50周年的纪念电影。本片开头被冠上的阿馬爾菲（Amalfi），为意大利坎帕尼亚大区的一个市镇。

## 概要
2011年1月，續篇電視版『外交官 黑田康作』放送開始。2011年6月25日，電影版第2彈『安達魯西亞 女神的報復』上映。

## 故事摘要
一名日本外交官四處奔走，尋找失蹤在義大利的日本少女，卻同時和少女的母親墜入情網，集懸疑、親情、愛情的年度鉅片。

## 主要角色
- 織田裕二 - 黒田康作 （駐義大利的日本大使館外交官）
- 天海祐希 - 矢上紗江子 （赴義大利旅行者）
- 佐藤浩市 - 藤井昌樹 （與紗江子很好的公司社員）
- 户田惠梨香 - 安達香苗 （駐義大利大使館研修生）
- 大塚寧寧 - 羽場良美 （駐義大利的日本大使館員）
- 伊藤淳史 - 谷本幹安 （駐義大利的日本大使館員）
- 佐野史郎 - 西野道生 （駐義大利的日本大使館參事官）
- 小野寺昭 - 菊原清文 （駐義大利的大使）
- 平田満 - 川越亘 （日本外務大臣）
- 大森絢音 - 矢上まどか （紗江子的女兒）
- 罗科·帕帕莱奥（英语：Rocco Papaleo） - 巴尔托利尼 （羅馬市警的警部）
- 莎拉·布萊曼 - 莎拉·布萊曼 （飾演自己）
- 福山雅治 - 佐伯章悟 （為取材G8的自由作家）（特別演出）
- 中井貴一 - 片岡博嗣 （外務事務次官）（聲音演出）

## 工作人員
- 監督：西谷弘
- 原作：真保裕一「阿馬爾菲」（扶桑社）
- 主題歌：莎拉·布萊曼「告別的時刻」（EMI）
- 制作統括：豊田皓
- 製作：堀口壽一、島谷能成、高田佳夫、尾越浩文、杉田成道、永田芳男
- 執行製作：亀山千広
- 企劃・製作：大多亮
- 製作人：臼井裕詞、和田倉和利
- 預算製作人：森賢正、森徹
- 音楽：菅野祐悟
- 撮影：山本英夫
- 照明：小野晃
- 配給：東寶
- 協賛：NTT DOCOMO

## 外部連結
- アマルフィ 女神の報酬